# جوزيف تييري
جوزيف تييري (بالفرنسية: Joseph Thierry)‏ هو سياسي فرنسي، ولد في 20 مارس 1857 في هاغويناو في فرنسا، وتوفي في 22 سبتمبر 1918 في سان سيباستيان في إسبانيا. حزبياً، نشط في Republican Federation ‏. وقد انتخب نائب فرنسي.